# یواس‌ان‌اس لون جک (تی-ای‌او-۱۶۱)
یواس‌ان‌اس لون جک (تی-ای‌او-۱۶۱) (به انگلیسی: USNS Lone Jack (T-AO-161)) یک کشتی بود که طول آن ۵۲۳ فوت ۶ اینچ (۱۵۹٫۵۶ متر) بود. این کشتی در سال ۱۹۴۴ ساخته شد.